# Günther Krahe
Günther Krahe (* 1928; † 22. Oktober 2021 in Augsburg) war ein deutscher Prähistoriker und als Landeskonservator erster Leiter der Außenstelle Augsburg des Bayerischen Landesamtes für Denkmalpflege. Seine Ausgrabungstätigkeit machte ihn von Anfang an mit der Provinzialrömischen Archäologie vertraut.

## Werdegang
Krahe, Sohn des Sprachwissenschaftlers Hans Krahe, verfasste seine Dissertation bei Wolfgang Kimmig an der Universität Tübingen und wurde 1958 promoviert. Seine Arbeit war die erste umfassende Darstellung der bis dahin bekannten vorgeschichtlichen Fundmaterialien zur oberschwäbischen Siedlungsarchäologie. Durch diese Schrift stieß er einige wichtige archäologische Projekte an. So nahm auch die Archäologie des Federseebeckens langsam wieder ihre Arbeit auf.
Im Jahr 1959 wurde Krahe Wissenschaftlicher Mitarbeiter bei Vladimir Milojčić, dem Direktor des Instituts für Ur- und Frühgeschichte der Universität Heidelberg. Nach langjährigen Vorarbeiten öffnete im Herbst 1960 in Augsburg die erste nach dem Zweiten Weltkrieg neu geschaffene Außenstelle der Abteilung für Vor- und Frühgeschichte des Bayerischen Landesdenkmalamtes. Krahe wurde ihr erster Leiter und hielt die Außenstelle zunächst im Einmannbetrieb aufrecht. Seine Hauptaufgabe als Oberkonservator während der Wirtschaftswunderjahre bestand hauptsächlich in Rettungsgrabungen, die anstehenden Baumaßnahmen zuvorkamen. So leitete er von 1960 bis 1967 die Grabungen im römischen Cambodunum (Kempten). Wichtige Erkenntnisse erbrachte dort das römische Gräberfeld auf der Keckwiese.
Einem weiteren Publikum wurde Krahe als Ausgräber der Römersiedlung Tegelberg (1966–1968) bekannt. Die aus dem dortigen Kaltbad geborgenen Fresken gehören zu den Glanzlichtern der provinzialrömischen Abteilung in der Archäologischen Staatssammlung München. Von 1963 an war Krahe auch als Luftbildarchäologe tätig. Seine Beförderung zum Landeskonservator erfolgte zum 1. Januar 1972. Neben den Ausgrabungen beschäftigte sich Krahe unter anderem mit der Projektierung von Ausstellungen. Aufgrund der vielfach knappen finanziellen Ausstattung der Außenstelle half ihm die kontinuierliche Mitarbeit von Heimatforschern, freiwilligen Helfern und Autodidakten wie dem 2014 verstorbenen Augsburger Franz Krippner, tragfähige wissenschaftliche Fundamente zur Erforschung einzelner Regionen zu entwickeln. 1990 ging Krahe in den Ruhestand. Der seit 1977 als zweiter Wissenschaftler der Außenstelle tätige Wolfgang Czysz wurde sein Nachfolger. Günther Krahe verstarb am 22. Oktober 2021 in Augsburg.
Krahe war korrespondierendes Mitglied des Deutschen Archäologischen Instituts und seit 1977 Mitglied der Schwäbischen Forschungsgemeinschaft.

## Veröffentlichungen (Auswahl)
- Ausgrabungen im frührömischen Gräberfeld von Cambodunum. In: Jahresbericht der Bayerischen Bodendenkmalpflege. 3/1962 (1963), S. 78–91.
- Eine Grabhügelgruppe der mittleren Hallstattzeit bei Wehringen, Ldkr. Schwabmünchen, Schwaben. In: Germania. 41, 1963, S. 100–101.
- Die Stadt Cambodunum im römischen Hinterland bei Kempten im Allgäu. In: Das Bayerland. Sonderausgabe Ausgrabungen in Bayern. München 1967, S. 19–24.
- Eine römische Siedlung am Alpenrand bei Schwangau. In: Probleme der Zeit. Zeitschrift für Wissenschaft, Wirtschaft und Kultur. Sonderheft Neue Ausgrabungen in Bayern. München 1970, S. 23–27.
- Vor- und Frühgeschichte des Rieses. In: Rieser Kulturtage. 1, 1976 (1977), S. 56–62.
- Nördlingen-Holheim, Landkreis Donau-Ries. Ofnethöhlen – villa rustica; Gewinne und Verluste. In: Ausgrabungsnotizen aus Bayern. 2, 1976. 8 Seiten, unnumeriert
- mit Hans Frei: Archäologische Wanderungen im Ries (= Führer zu archäologischen Denkmälern in Bayern. Schwaben 2), Theiss, Stuttgart/Aalen 1979, ISBN 3-8062-0230-3.
- Römische Fernstraße im Fels bei Buchenberg. In: Das schöne Allgäu. 41, 1978, S. 70–72.
- mit Wolfgang Czysz: Ausgrabungen und Funde in Bayerisch-Schwaben 1978. In: Zeitschrift des Historischen Vereins für Schwaben. 74, 1980, S. 7–87.
- Archäologie im Ries. In: Rieser Kulturtage. 3, 1980 (1981), S. 45–63.
- Späthallstattzeitliche Kreisgräben ohne Hügel von Königsbrunn und Oberpeiching, Schwaben. In: Das archäologische Jahr in Bayern. 1980 (1981), S. 96–97.
- mit Gisela Zahlhaas: Römische Wandmalereien in Schwangau, Lkr. Ostallgäu (= Materialhefte zur Bayerischen Vorgeschichte. Reihe A 43). Lassleben, Kallmünz (Oberpfalz) 1984, ISBN 3-7847-5043-5.
- Geschichte der Römerforschung in Bayerisch-Schwaben. In: Die Römer in Schwaben. Jubiläumsausstellung 2000 Jahre Augsburg (= Arbeitshefte des Bayerischen Landesamtes für Denkmalpflege. 27). Band 1, Lipp, München 1985, ISBN 3-87490-901-8.
- Die Restaurierung der römischen Villa von Holheim im Ries und des römischen Badegebäudes bei Schwangau im Allgäu. In: Konservierte Geschichte? Antike Bauten und ihre Erhaltung. Theiss, Stuttgart 1985, ISBN 3-8062-0450-0, S. 164 ff.
- mit Wolfgang Czysz: Via Claudia Augusta. Gestalt und Geschichte. In: Denkmalpflege Informationen. Ausgabe A, Nr. 58/7, September 1986, S. 1–5.
- Luftbildarchäologie mit dem Motorsegler. In: Jahresbericht der Bayerischen Bodendenkmalpflege. 21/1980, S. 17–25.
- mit Norbert Nieszery: Vorgeschichtliche Siedlungsspuren sowie Gräberfelder der Bandkeramik und der Merowingerzeit bei Steinheim, Stadt Dillingen a.d. Donau, Landkreis Dillingen a.d. Donau, Schwaben. In: Das Archäologische Jahr in Bayern. 1987 (1988), S. 35–37.
- Bestattungssitten der späten Bronzezeit in Schwabmünchen. In: Walter Pötzl (Hrsg.): Natur, Geschichte, Kunst und Kultur. Landratsamt Augsburg, Augsburg 1989, S. 34–35.
- Kreisgräben in Bayerisch-Schwaben (= Schriften des Vorarlberger Landesmuseums. Reihe A, Band 5). 1992, S. 69–72.
- Die römische Siedlung am Tegelberg. In: Wilhelm Liebhart: Schwangau. Dorf der Königsschlösser. Thorbecke, Sigmaringen 1996, ISBN 3-7995-3435-0, S. 73–90.